# Allygidius abbreviatus
Allygidius abbreviatus är en insektsart som beskrevs av Lethierry 1878. Allygidius abbreviatus ingår i släktet Allygidius och familjen dvärgstritar. Inga underarter finns listade i Catalogue of Life.